# Anoploderomorpha monticola
Anoploderomorpha monticola es una especie de escarabajo longicornio del género Anoploderomorpha, tribu Lepturini, subfamilia Lepturinae. Fue descrita científicamente por Nakane en 1955.
El período de vuelo de la especie se presenta durante los meses de julio y agosto.

## Descripción
Mide 8-12 milímetros de longitud.

## Distribución
Se distribuye por Japón.